# Laurent Lutaud
Pour les articles homonymes, voir Lutaud.
Laurent Lutaud est un réalisateur et auteur français né à Paris en 1963.

## Biographie
D'abord assistant-réalisateur et monteur de films, il réalise son premier documentaire pour la télévision 1992 : Le Plateau déchiré. Ce film en deux parties retrace l'épopée et le drame du maquis du Vercors.
Depuis, il a tourné une trentaine de films pour la télévision. En particulier, il a réalisé plusieurs documentaires à vocation historique comme Lettres du ttrain fantôme(2002), Lendemains de guerre (2003) ou encore Toussaint Louverture, Haïti et la France en 2004.
Dans d'autres films comme Une enquête ordinaire (2000), Sochaux, un club, une usine (2004), Plan social ! Et après ?  (2010), La Vie défigurée (2012), ou Les sentinelles de la mer (2021), il aborde des sujets de société à travers le regard et la parole des hommes et des femmes qui en sont les acteurs.
Laurent Lutaud a également publié plusieurs textes et romans : Journal d'un crime aux éditions Séguier en 1998, Les Naufragés et les Rescapés du train fantôme (2003), Le Petit-boutiste (2004), Ou bien ? (2008), L'araignée au plafond en 2017 aux éditions L'Harmattan et Les filles du calvaire en 2020 aux  Éditions des Tourments.

## Filmographie
Documentaires
- 2023 : Chronique d'une manufacture (Nomades / France Télévisions)
- 2021 : Les sentinelles de la mer (Seppia / France Télévisions / TV5 Monde / Ushuaïa TV)
- 2019 : L'école du danger (Seppia / France Télévisions / Planète)
- 2018 : Le ski made in Jura (Nomade TV / France TV)
- 2017 : Berre, le défi écologique (Acrobates films / Maritima TV / Via Stella)
- 2015 : Les lunettes font de la résistance (Nomade TV / France 3)
- 2015 : Série Lieux d'architecture en collaboration avec Georges Nivoix et Stan Neumann
- 2014 : Giscard, l'impossible retour (Julianto Films / Taxi Productions / Public Sénat / France Télévisions)
- 2013 : Le Règne des méduses (Monkey Bay / Ushuaïa TV / France Télévisions)
- 2012 : Alpes, terres sauvages (Nomade Productions / Ushuaïa TV)
- 2012 : Alpes, les sentinelles du paysage, en coréalisation avec Claude Andrieux (Nomade Productions /Ushuaïa TV)
- 2011 : La Vie défigurée (Monkey Bay / France TV)
- 2011 : Le Petit Laboratoire de Fabrice (Nomade productions / TV8 Mont Blanc)
- 2010 : Vermisst, portés disparus, en collaboration avec Monique Seeman (Seppia / France Télévisions)
- 2010 : Plan social ! Et après ? (Les Films Grain de Sable / France Télévisions)
- 2009 : Les Artisans du changement[5] : L'éco-habitat (Lato Sensu /Ushuaïa TV / RDI / TFO / France 5)
- 2008 : Paroles de sourds (Seppia / CRDP de Lyon / France 3 Alsace)
- 2007 : La Famille Kebab (Seppia / ZDF/ SWR)
- 2006 : La télévision fait l'Histoire (série documentaire) (France TV / INA)
- 2005 : Racing ! Racing ! (Seppia / France 3)
- 2004 : Toussaint Louverture, Haïti et la France (Monkey Bay / CRDP de Besançon / Histoire / TV5 Monde)
- 2004 : Sochaux, un club, une usine, prix CIRCOM[6]  2005 (Seppia / France 3)
- 2003 : Lendemains de guerre (Seppia / Histoire / France 3)
- 2002 : Morez, pays de lunettes (Seppia / Les MTCC / France 3)
- 2002 : Lettres du train fantôme[7] (Monkey Bay / Stalker films / Same Films / History Chanel / ARTE)
- 2001 : Des outils et des hommes (série documentaire), prix spécial du festival de Budapest[8] (Les MTCC / Odyssée / France 5)
- 2000 : Une enquête ordinaire (Same Films / Citadelle production / Diffusion Arte)
- 2000 : Jean Moulin, l'homme de l'ombre (CRDP de Lyon, Musée de la Résistance)
- 1999 : Chantier de verres (Les MTCC / France 3)
- 1999 : Le Royal Monastère de Brou[9]  (CNDP / Réunion des musées nationaux)
- 1998 : La Mémoire des gestes (Io Productions / Odyssée)
- 1998 : Un enfant sourd (CNDP / ALPC)
- 1997 : Un si joli canton (Citadelle Production / France 3 Montagne)
- 1997 : Centre-station (Citadelle Production / France 3 Montagne)
- 1995 : L'Œil mécanique (Chromatiques Productions / Odyssée / France 3)
- 1995 : Les marmottes font du cinéma (Chromatiques Productions / France Supervision / France 3 Montagne)
- 1994 : Histoire d'une fugue (CRDP de Lyon)
- 1993 : Hommes de marbre, en collaboration avec Jean-Michel Ogier (France 3 Montagne / RTBF / TSR)
- 1992 : Le Plateau déchiré, documentaire en deux parties (Chromatiques Productions / France 3 Montagne / RTBF / TSR  - diffusion France 2)
- 1991 : Andorre, en collaboration avec Jacques Mouriquand (France 3)

Films de fiction
- 1985 : Le Rôdeur, court métrage avec Marc Andreoni (CERIS)

Autres
- 1993 : assistant-réalisateur sur Le Lac, moyen-métrage de Claude Andrieux (Chromatiques Productions)
- 1992 : monteur de La Maison Bourgenew, court-métrage de Claude Andrieux (Chromatiques Productions / France 3)
- 1989 : monteur de Tu ris jaune, tu pleures, court-métrage de Marie-Laure Désidéri
- 1988 : assistant-réalisateur sur La Leçon de ski, court-métrage de Philippe Renard
- 1988 : monteur de Ligne blanche, court-métrage de Roland Théron (MC4)
- 1988 : monteur de Destins animés, moyen-métrage de Caroline Chomicki
- 1987 : assistant-réalisateur sur À toutes jambes, court-métrage de Jean Simounet
- 1986 : monteur de Le Chasseur d'idées fixes, court-métrage (Maison du cinéma)
- 1985 : assistant-réalisateur sur Le Géranium, court-métrage de Marie-Laure Désidéri
- 1985 : monteur et opérateur sur La Postière, court-métrage de Claude Garnier (CERIS)
- 1985 : monteur de  Passe-passe, court-métrage de Georges Diane (CERIS)
- 1985 : assistant-réalisateur sur Rue barbare long métrage de Gilles Béhat, avec Bernard Giraudeau, Christine Boisson, Michel Auclair
- 1984 : assistant-réalisateur stagiaire sur Flics de chocs, long métrage de Jean-Pierre Desagnat